# I Łódzki Batalion Etapowy
I Łódzki batalion etapowy – oddział wojsk wartowniczych i etapowych w okresie II Rzeczypospolitej.

## Formowanie i zmiany organizacyjne
Formowanie batalionu rozpoczęto na przełomie 1918-1919. Otrzymał on nazwę okręgu generalnego, w którym powstał i kolejny numer porządkowy oznaczany cyfrą rzymską.  Do batalionu wcielono żołnierzy starszych wiekiem i o słabszej kondycji fizycznej. Oficerowie i podoficerowie nie mieli większego doświadczenia bojowego. Batalion nie posiadał broni ciężkiej, a broń indywidualną żołnierzy stanowiły stare karabiny różnych wzorów z niewielką ilością amunicji.
W ostatniej dekadzie kwietnia 1920 batalion wchodził w skład Równieńskiego Okręgu Etapowego. Jego sztab oraz 1 i 2 kompania stacjonowały w Owruczu, 3 kompania w Sarnach, a 4 kompania w Olewsku. 3 czerwca przeszedł do dyspozycji Dowództwa Okręgu Etapowego Szepetówka i stacjonował w Sarnach.

## Dowódcy batalionu
- por Zdzisław Dwernicki (był VI 1920[4])